# Елен Віане
Елен Вікторія Мордкович (13 липня 1917 , XIV округ Парижа  — 25 грудня 2006 , XVI округ Парижа ) — активна учасниця та співзасновниця французького Руху Опору 14 липня 1941 року, дружина Філіпа Віане.

## Біографія
Елен Віанне народилася в Парижі в родині російських батьків, які емігрували до Парижа в 1908 році після того, як двічі були ув’язнені царським урядом. Її мати, Марія Копилофф, яка надавала безкоштовну медичну допомогу робітникам у Росії, розпочала медичні студії в Сорбонні, які були перервані Першою світовою війною. Вона приєдналася до Червоного Хреста, а її чоловік, Ізраїль, воював у складі французького війська. Незабаром після війни він повернувся, щоб підтримати російську революцію..
Насправді, як вона писала пізніше, її «прагнення до французької ідентифікації» змусило її відмежуватися від російської культури своєї родини. Вона продовжила навчання в Сорбонні за спеціальністю географії, незважаючи на смерть матері 15 листопада 1937 року. Елен Мордкович підтримав її професор Леон Люто, який знайшов для неї ендавмент і попросив її стати його асистентом у лабораторії фізичної географії та динамічної геології, яка була практично безлюдною після виїзду на початку окупації влітку 1940 року. Саме там вона зустріла на початку навчального року у вересні Філіпа Віане, студента філософії, який хотів одержати диплом з географії.

## Дефанс де ла Франс
Обидва, учасники Руху Опору після перемир'я, вирішили не тікати до Лондона, а виступити проти Німеччини у складі паризького університетського товариства, заснувавши підпільну газету за зразком La libre Belgique, що видавалася в окупованій Бельгії під час Першої світової війни. 14 липня 1941 року перший офіційний номер "Défense de la France" був опублікований Віанне, її чоловіком, однокурсником Робертом Салмоном за фінансової підтримки друга і колишнього в'язня Марселя Лебона, який профінансував придбання Rotaprint, чеської офсетної друкарської машини. Газета друкувалася в резиденції матері знайомого Сен-Жака, потім у будинку батьків Філіпа і, нарешті, у величезному підвалі Сорбонни до 1942 року. Пізніше Віанне дізнається, що перший друкарський верстат у Франції був привезений сюди Гійомом Фіше, який сам був предком свого товариша, який брав участь у Русі Опору, Октава Сімона.
Насправді, будучи волонтеркою-дослідницею у геологічній лабораторії Сорбонни з 1939 року, Елен мала ключі від входу до університету на вулиці Кухас. Гаслом журналу є цитата Блеза Паскаля: «Я вірю лише історіям тих свідків, які готові перерізати собі горло». Воно використовувалось до визволення, коли наклад газети досяг 450 000 примірників у січні 1944 року.
Філіп та Елен одружилися в 1942 році. Їхня перша дитина, П'єр, народився в схованці наступного року, коли їх переслідували. Філіп не зміг бути присутнім при пологах. До кінця війни Елен Віанне організувала розповсюдження газети та масове виробництво фальшивих документів для тих, хто чинив опір примусовій праці.

## Макіс Ронкероль
У 1944 році Елен Віане приєдналася до Макі Ронкероль у департаменті Сен-е-Уаз, яким керував її чоловік, і таким чином забезпечила зв'язок між різними секторами та між Макі та Парижем. Після поранення чоловіка вона самостійно підтримувала координацію різних секторів. Як шокуючий приклад бездумного збереження традиційного підпорядковання жінок навіть усередині Руху Опору, Елен Віанне, незважаючи на те, що вона мала вищі повноваження, ніж її чоловік, ніколи не мріяла написати статтю для публікації, хоча вона та подружжя інших учасників Руху відвідували всі такі зустрічі. Пізніше вона любила розповідати про те, що, незважаючи на свою активну участь у Русі Опору, їй, як і всім іншим француженкам, довелося чекати до 1960-х років, щоб отримати дозвіл використовувати чекову книжку або купувати предмет меблів без дозволу її чоловіка.

## Центр підготовки журналістів
Відразу після війни Віанне заснували Центр підготовки журналістів (фр. Centre de Formation des Journalistes) у Парижі, діяльність якого триває й донині. Його членами є багато відомих журналістів і особистостей, від Патріка Пуавра д'Арвора до П'єра Лескюра і Бернара Піво.

## Морський центр Гленанів
У 1947 році вони також заснували Морський центр Гленанів (фр. Le Centre nautique des Glénans), який спочатку слугував для одужання багатьох депортованих і постраждалих у бойових діях. Елен взяла на себе функцію генерального представника та керувала асоціацією з 1954 року до виходу на пенсію в 1979 році.
У 1991 році брала участь у створенні премії Філіпа Віане-Дефанс де ла Франс. Цією премією щорічно нагороджують одну-дві роботи про рух Опору нацизму у Франції чи інших країнах Європи.
Після церемонії на цвинтарі Пер-Лашез 4 січня 2007 року її прах був розвіяний наступного літа по північній околиці Гленанських островів.

## Нагороди
- Її нагородили Воєнним хрестом
- Медаль Опору.
- У 2001 році разом з Аннеліз Кнуп-Граф вона отримала премію Аденауера-де Голля, як визнання зусиль у франко-німецькому примиренні.[13]
- У 2001 році Елен Віанне було підвищено до командира ордена Почесного легіону.